# Magnesiumthiosulfat
Magnesiumthiosulfat ist das stabile Magnesiumsalz der in freiem Zustand instabilen Thioschwefelsäure.

## Gewinnung und Darstellung
Magnesiumthiosulfat wird durch Einrühren von Schwefel in kochende Magnesiumsulfitlösung hergestellt:
{\displaystyle \mathrm {\ MgSO_{3}+S\rightarrow MgS_{2}O_{3}} }
Sie kann auch durch Reaktion von Bariumthiosulfat mit Magnesiumsulfat gewonnen werden.
{\displaystyle {\ce {BaS2O3 + MgSO4 = MgS2O3 + BaSO4}}}

## Eigenschaften
Magnesiumthiosulfat-Hexahydrat bildet farblose Kristalle. Diese verlieren bei 170–420 °C ihr Kristallwasser. Das Hexahydrat hat eine orthorhombische Kristallstruktur mit der Raumgruppe Pnma (Raumgruppen-Nr. 62).
Magnesiumthiosulfat ist ein Reduktionsmittel.

## Verwendung
Auguste Lumière entwickelte aus der ursprünglichen Fotochemikalie das intravenös zu spritzende Medikament Magnesiumthiosulfat (damaliger Handelsname: Emgé).
Magnesiumthiosulfat wurde auch als Blutstabilisator verwendet.